# Towarzystwo Królewskie Te Apārangi
Towarzystwo Królewskie Te Apārangi (ang. Royal Society Te Apārangi), oficjalnie Królewskie Towarzystwo Nowej Zelandii (ang. Royal Society of New Zealand) – nowozelandzkie państwowe towarzystwo naukowe, utworzone w 1867 roku.

## Historia
Towarzystwo naukowe o nazwie New Zealand Society powołano w 1851 roku w Wellington, jednak nie przetrwało długo. New Zealand Institute powołano w 1867 roku, pod niego podlegało muzeum, biblioteka publiczna i laboratorium, a jego celem głównym miała być promocja kształcenia się i rozwój sztuki, nauki, literatury i filozofii. Państwowy instytut był finansowany przez coroczny grant. Wydawał rocznik „Transactions and Proceedings of the New Zealand Institute” (następnie jako „Transactions of the Royal Society of New Zealand”, a od 1972 pod nazwą „Journal of the Royal Society of New Zealand”). W 1919 roku powołano Fellowship.  
Aktem z 1933 roku New Zealand Institute został rozwiązany, a na jego miejsce powołano Royal Society of New Zealand, również o charakterze federalnym. Stowarzyszenia, które wcielono do towarzystwa stały się jego oddziałami (ang. member bodies).  W 2. połowie XX wieku uwaga towarzystwa przesunęła się w kierunku nauk ścisłych kosztem nauk humanistycznych. 
Te Wharehuia Milroy w 2007 roku nazwał towarzystwo Te Apārangi, co w języku maoryskim oznacza grupę ekspertów. Od 2017 roku w użyciu jest skrócona nazwa Royal Society Te Apārangi, jednak pełna oficjalna nazwa to nadal Royal Society of New Zealand. 
Prezydentem towarzystwa jest Brent Clothier (kadencja 2021–2024). 

## Działalność
Towarzystwo publikowało m.in. rocznik „Proceedings”, serię „Bulletins”. Powoływało doraźne zespoły eksperckie na potrzeby zagadnień naukowych o znaczeniu państwowym.
Instytucja skupia kilkadziesiąt instytutów i towarzystw z siedzibami w Wellington i regionach: Canterbury, Hawke’s Bay, Manawatu, Nelson, Otago, Rotorua, Waikato. Działa m.in. na rzecz angażowania się Nowej Zelandii w międzynarodowe projekty badawcze.
Towarzystwo przyznaje szereg nagród–medali:
- Fleming Award(inne języki) – nagroda za prace nad ochroną środowiska[7]
- Rutherford Medal(inne języki) – nagroda za wybitne osiągnięcia lub innowacje[7]
- Hector Medal(inne języki) – nagroda z dziedziny chemii, fizyki lub matematyki[7]
- Hutton Medal(inne języki) – nagroda za osiągnięcia w zakresie nauk przyrodniczych[7]
- Pickering Medal(inne języki) – nagroda za osiągnięcia w dziedzinie technologii[7]
- Te Rangi Hiroa Medal(inne języki) – nagroda za osiągnięcia w zakresie nauk społecznych[7]